# Rafael María de Mendive
Rafael María de Mendive y Daumy (Havana, 24 de outubro de 1821 — Matanzas, 1886) foi um poeta cubano.
Em 1868 foi exilado para Madrid e, em seguida, para Nova Iorque, onde escreveu em favor da independência de seu país. Influenciou José Julián Martí (1853-1895), de quem foi mestre na escola secundária em Havana.

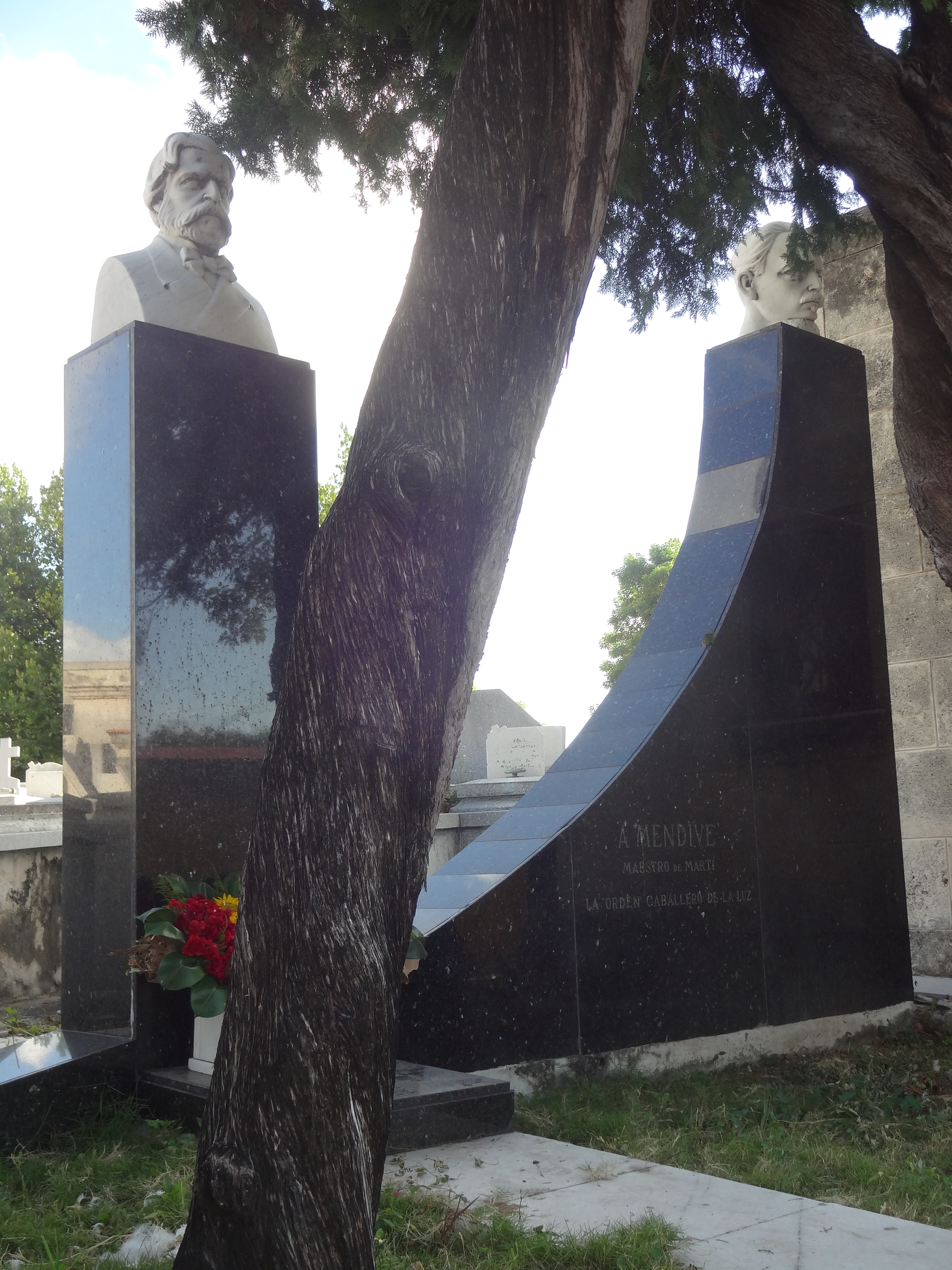

Encontra-se obra da sua autoria na revista A Leitura (1894-1896)

## Algumas obras
- A Nuvem Negra, 1865
- Os Pobres de Espírito
- Pela Pátria